# Тејмар
Тејмар (енгл. River Tamar) је река у Уједињеном Краљевству, у Енглеској. Дуга је 80,5 km. Улива се у Ламанш. 